# Enséñame a cantar
«Enséñame a cantar» es una canción con la que Micky, representó a España en el Festival de la Canción de Eurovisión de 1977.

## Descripción
Canción de pop, con ritmo rápido con un fondo instrumental de banjo, que acompaña a lo largo del tema.

## En el Festival
Fue interpretada en decimocuarta posición, después de Beatles, de Forbes por Suecia y antes de Libera de Mia Martini por Italia. El intérprete vestía de Jesús del Pozo, la canción llevaba arreglos de Waldo de los Ríos (en el que sería su último trabajo antes de morir) y la coreografía correspondió a Sandra Lebrock.
La canción quedó en novena posición de 18 participantes, habiendo recibido 52 puntos con la siguiente distribución:
- 7 puntos: Alemania, Luxemburgo, Italia, Finlandia y Bélgica.
- 6 puntos: Países Bajos.
- 4 puntos: Grecia.
- 3 puntos: Suiza.y Reino Unido.
- 1 punto: Austria.

## Videoclip
Televisión española para la promoción del tema grabó un videoclip rodado en escenarios naturales de la Isla de Ibiza.

## Versiones
Micky grabó también la canción en lengua francesa bajo el título de Apprends-moi à chanter y en lengua alemana como Ich singe la, la, la.
El grupo infantil puertorriqueño Menudo la versionó para el que sería su primer álbum Los Fantasmas (1977).
El cantante sevillano José Manuel Soto interpretó el tema en una imitación de Micky para el talent show de Antena 3 Tu cara me suena, en un programa emitido en diciembre de 2013.